# Brian Chase (músico)
No confundirse con el jugador de baloncesto Brian Chase.
Brian Chase (nacido el 2 de diciembre de 1978) es un baterista y productor estadounidense. Conocido por tocar en la banda de rock Yeah Yeah Yeahs. Chase fue clasificado en el puesto número 50 en Gigwise en la lista de la revista The Greatest de los mejores bateristas de todos los tiempos. Utiliza el agarre tradicional para tocar la batería.

## Carrera musical
Chase se crio en Long Island, Nueva York y asistió a la Academia en Locust Valley, y en Oberlin Conservatory of Music. Él ahora vive en Greenpoint, Brooklyn.
Chase también toca en la banda de rock The Seconds. Ha actuado en una serie de dúos con otros músicos experimentales como Stefan Tcherepnin y Misterka Seth, con quien dio a conocer un Dúo CD en 2007, sobre la etiqueta de los cráneos de Australia pagano en el año 2007. Otros músicos que ha tocado con incluir a Jessica Pavone, Mary Halvorson, Elliot Moppa, y los grupos de Oakley Hall, Blarvuster y klezmer -fusionistas, Sway Maquinaria.
En mayo de 2010, Chase en Misterka dúo actuará en el Festival Internacional de música Jazz en Melbourne y luego partirá el mes de gira australiana de lo largo. Un nuevo registro que se promete.

## Yeah Yeah Yeahs
Yeah Yeah Yeahs es una banda de Indie y Garage rock formada por la vocalista Karen O, el guitarrista Nick Zinner y el baterista Brian Chase, en New York.
Brian y la vocalista Karen O eran estudiantes de la universidad de Oberlin Collage en Ohio en los últimos años de los 90, donde Chase era un estudiante de Jazz. Después, Karen se transfirió a la Universidad de Nueva York y fue ahí donde conoció a Nick Zinner en un bar local donde formaron una conexión instantánea. Los dos formaron un grupo folk llamado Unitard, pero después, decidieron tomar un camino más eléctrico inspirados por la escena de Ohio avant-punk. Después de que su baterista abandonara el grupo, Brian Chase se unió a la formación.
La banda escribió un montón de canciones durante en sus primeros ensayos. Más tarde, se corrió la voz de sus actuaciones en vivo y llegaron a ser teloneros de grupos como The Strokes y The White Stripes. A finales del 2001, los Yeah Yeah Yeahs lanzaron su primer debut homónimo EP titulado Yeah Yeah Yeahs.